# Ponç Bonfill Marc
Ponç Bonfill Marc (c. 990 - c. 1046) va ser un destacat jurista dels comtats catalans, a qui s'atribueix la primera traducció al català del Liber Iudiciorum durant el primer terç del segle xi, que seria posteriorment copiada per Traver Radolf entre el 1060 i 1080. També se li atribueix la redacció del nucli primitiu dels Usatges de Barcelona que serien promulgats per primera vegada el 1068 per Ramon Berenguer I.

## Activitat
Ponç Bonfill Marc era fill d’Eroïg Marc, qui li va ensenyar llengua llatina, dret civil, eclesiàstic i àdhuc consuetudinari. A més, el va relacionar amb altres jutges prestigiosos de l'època, com Oruç i Bonsom de Barcelona.
Ponç Bonfill va pertànyer a l'escola jurídica de Barcelona, situada en l'àmbit de la catedral, on hi havia un nucli de juristes coneixedors de la llei goda. La influència d'aquest moviment s'estendria per altres comtats com ara Ausona, Girona, Urgell, Pallars-Ribagorça i Besalú-Cerdanya.
Va treballar en diversos assumptes a Osona. Per exemple, el 1013 va participar en la venda del castell i parròquia de Santa Perpètua, de la marca del Gaià, que Sal·la i la seva esposa Quíntol feren al bisbe Borrell de Vic. També va intervenir en la disputa entre el bisbe Oliba i Hug de Cervelló a propòsit dels castells de Tous i de Roqueta el 1029, i en la donació d’unes terres a una església d’Osona de mal precisar, però sota l’advocació de Sant Andreu, el 12 de gener de 1032. També va actuar en judicis del Bages el 1025 i 1032, i va tenir una assídua intervenció al comtat i bisbat d’Urgell entre els anys 1019 i 1030. Però la seva activitat principal estaria situada al comtat de Barcelona, amb vincles molt estrets amb la casa comtal en temps de Ramon Borrell i Ramon Berenguer I.
Cap al 1035 Ponç Bonfill va deixar la vida activa de jutge per dedicar-se a la jurisprudència, en especial pel que fa a la redacció dels primers usatges de Barcelona, mentre que traduïda el Liber Iudiciorum. En el preàmbul dels Usatges del 1068 s'esmenta el seu nom, tot i que alguns experts consideren que ja havia mort i que l'esment era per donar-li el lloc que li corresponia per la seva feina en la redacció del codi.
El paper tan destacat de Ponç Bonfill Marc com a jurista ha estat valorat per experts com Font i Rius, qui va dir:
| «                      | En suma, Ponç Bofill Marc es destaca a l’alba del segon mil·lenni català com un jurista d’enlairat nivell tècnic, d’indubtable cultura i elegància d’estil, perceptible en la majoria dels documents deguts a la seva mà, o inspirats per ell, en les diverses funcions que li foren encomanades. Les actes judicials, especialment, denoten una notable precisió, lògica estructura i sòlida fonamentació legal, arrelada aquesta bàsicament en el Liber iudiciorum que, si alguna vegada es manifesta amb invocacions genèriques al codi, d'altres es tradueix en citacions concretes i, fins i tot, en transcripcions literals de llurs textos | » |
| — Josep M. Font i Rius | |   |